# Asterocampa clyton
Asterocampa clyton is een vlinder uit de familie van de Nymphalidae, onderfamilie Apaturinae.

## Beschrijving
De vlinder heeft een spanwijdte van 42 tot 70 millimeter. De grondkleur van de vleugel is bruin, de binnenste helft van de voorvleugel is echter oranjebruin. In dat deel bevinden zich ook twee opvallende donkerbruine strepen bij de voorrand. Aan de buitenrand van de voorvleugel bevinden zich twee rijen oranjegele vlekjes, en geen oogvlek. Er is regionale variatie in tekening.
De soort vliegt in een of twee jaarlijkse generaties, afhankelijk van de plaats. In het zuiden van het verspreidingsgebied vliegt de soort van maart tot november, in het noordelijk deel van juni tot augustus.
De volwassen dieren leven van rottend fruit, boomsap, uitwerpselen en aas en worden vrijwel nooit op bloemen gezien.

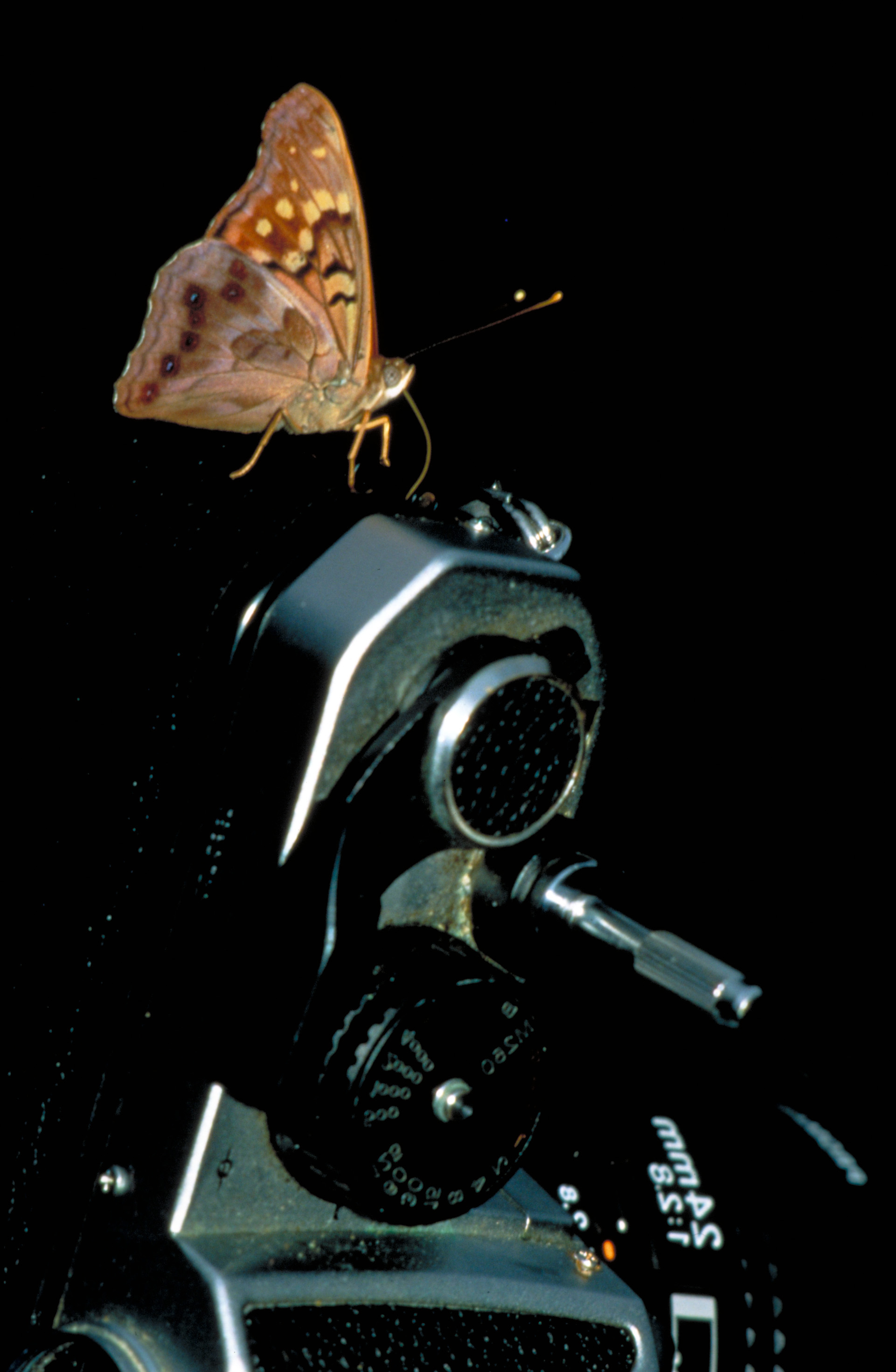
Asterocampa clyton op camera.

## Rups
Asterocampa celtis gebruikt soorten netelboom (Celtis) als waardplant. De rups is groen met gele lengtestrepen en een geel met witte baan op de rug, en heeft een gevorkte "staart". De rups overwintert in groepjes in opgerold dood blad. Voor de overwintering wordt de rups bruin, na de winter krijgt de rups zijn groene kleur weer terug.

## Verspreiding
De soort komt met name voor in het oostelijk deel van de Verenigde Staten en het noorden van Mexico.

## Externe links

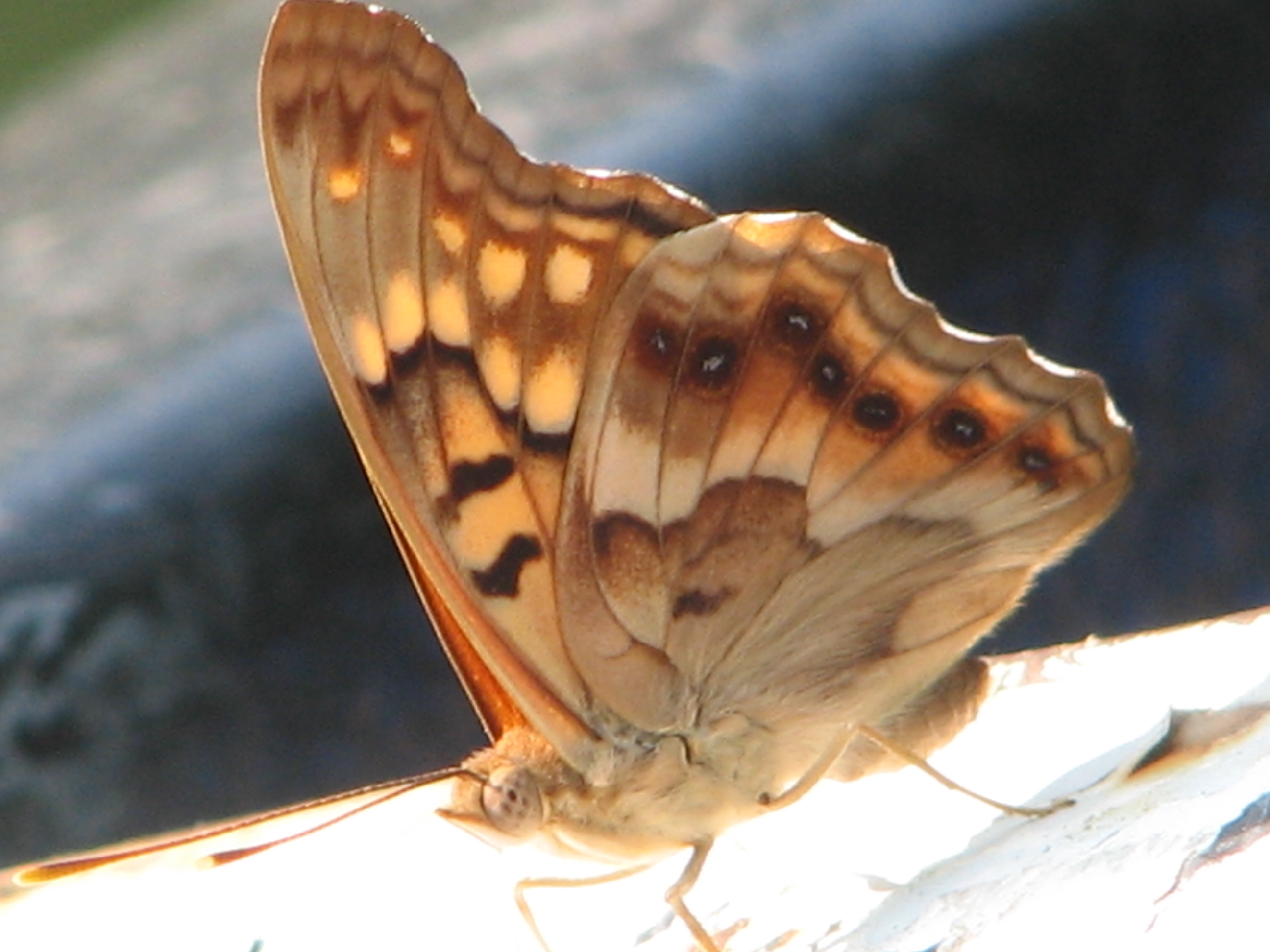
Onderkant van de vleugels
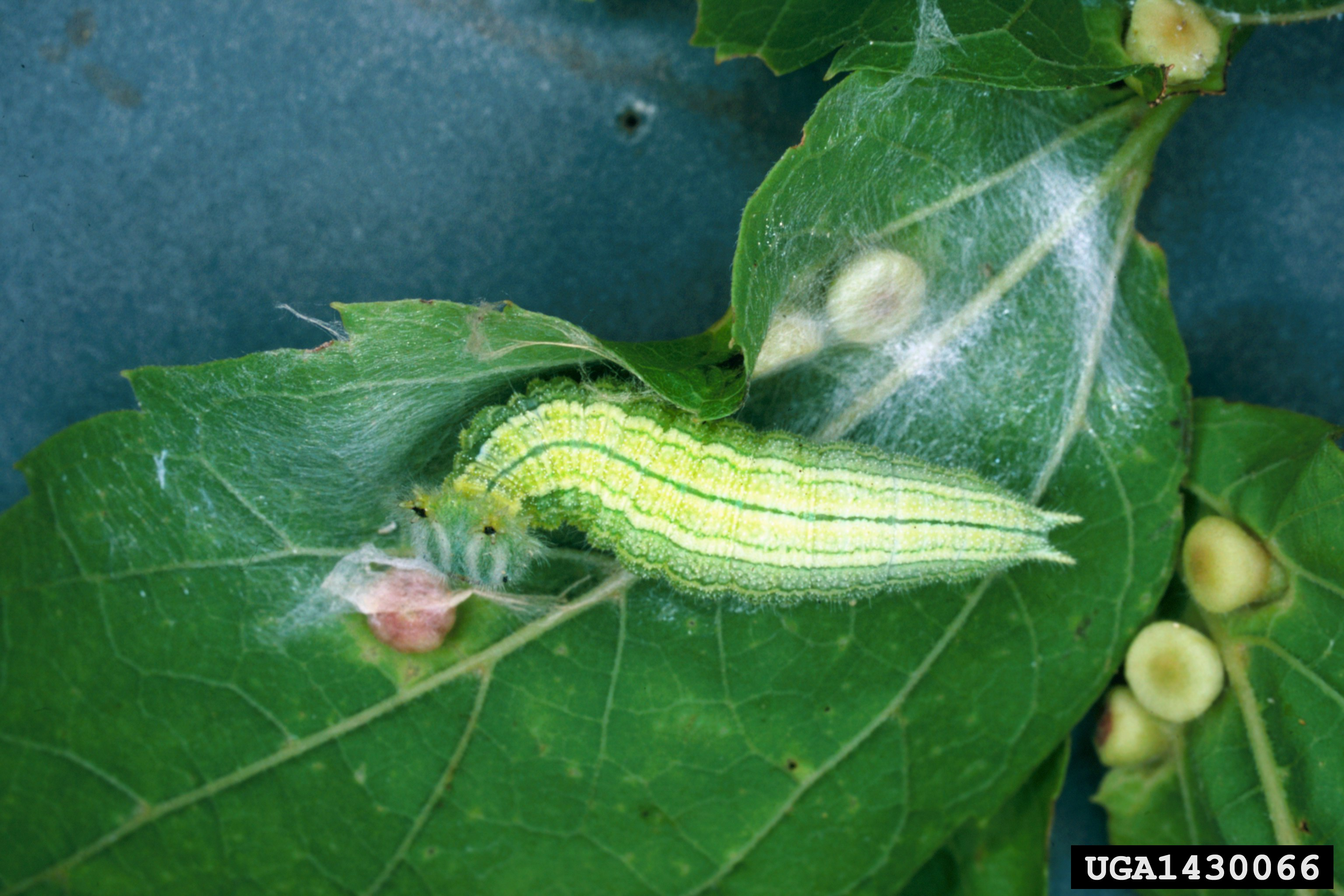
Rups